# Gustaf Adolf Horn af Åminne
Gustaf Adolf Horn (af Åminne), född 24 december 1721, död 2 februari 1793, var en svensk greve och militär. Gustaf Adolf Horn var son till överste Krister Gustafsson Horn och friherrinnan Anna Regina Siöblad, och bror till Catarina Ebba Horn af Åminne och Fredric Horn af Åminne, samt far till generallöjtnant, greve Claes Horn.
Horn gick som kornett vid Östgöta kavalleriregemente 1745 i utländsk krigstjänst, först i preussiska armén, senare 1747 i kejserliga armén i Flandern, där han anställdes som adjutant hos Fredrik II av Hessen-Kassel, och slutligen 1748 i franska armén som generaladjutant hos marskalken av Sachsen. Efter sin återkomst till Sverige befordrades han till överste och chef för Smålands kavalleriregemente 1762, för Norra skånska kavalleriregementet samma år och till löjtnant vid livdrabanterna 1765. År 1770 utnämndes han till generalmajor och president i krigskollegium och upphöjdes jämte sin bror till grevligt stånd. Horn var en dålig hushållare, och trots att han var ägare till stora gods, befann han sig ständigt i penningbekymmer.